# Sune i Grekland
Sune i Grekland utkom 2009 och är den 26:e kapitelboken i Suneserien av de svenska författarna Anders Jacobsson och Sören Olsson. 2012 kom en filmatisering av boken ut.

## Bokomslaget
Bokomslaget visar Sune vid badstranden medan Hedda dyker upp, iklädd klänning, och vinkar till honom.

## Handling
Sunes familj åker till Grekland på semester, fastän hans pappa Rudolf hoppats på en billigare fisketur till Myggträsk.
Sune tycker det skall bli kul, men inte att ta sprutor inför avresan. Sedan går mycket fel, passen är gamla, fel saker hamnar i bagaget, och tullkontrollanten vill ta beslag. När de kommer fram blir det problem med bland annat språket och maten.
Sune träffar en flicka som heter Hedda, som dock bara är intresserad av Sune om han gör knasiga saker. Annars vill hon inte ha honom, och Sune ställer upp och gör bus.

### Fotnoter
1. ↑  ”Sune i Grkeland” (på engelska). Worldcat. 14 mars 2009. https://www.worldcat.org/title/sune-i-grekland/oclc/445308347&referer=brief_results. Läst 29 mars 2015.
2. ↑  Sydsvenskan, 11 mars, 2010, Ny film om Sune Arkiverad 25 oktober 2011 hämtat från the Wayback Machine.